# Kaliaganj
Kaliaganj ist eine Stadt im indischen Bundesstaat Westbengalen.
Die Stadt gehört zum Distrikt Uttar Dinajpur. Kaliaganj hat den Status einer Municipality. Die Stadt ist in 17 Wards gegliedert.

## Demografie
Die Einwohnerzahl der Stadt liegt laut der Volkszählung von 2011 bei 53.530. Kaliaganj hat ein Geschlechterverhältnis von 959 Frauen pro 1000 Männer und damit einen für Indien häufigen Männerüberschuss. Die Alphabetisierungsrate lag bei 86,0 % im Jahr 2011. Knapp 94 % der Bevölkerung sind Hindus, ca. 4 % sind Muslime und ca. 1 % gehören einer anderen oder keiner Religion an. 9,5 % der Bevölkerung sind Kinder unter 6 Jahren.